# Genderless Kei
Genderless Kei (ジェンダーレス, Jendāresu) ist eine japanische Mode-Subkultur mit dem Ziel, die gesellschaftlichen Geschlechternormen in der Mode zu brechen. Sie konzentriert sich auf geschlechtsuntypische, androgyne Mode.

## Merkmale
Der Begriff „geschlechtslos“ wurde von dem Talentsucher Takashi Marumoto geprägt, um den Schauspieler und Model Toman zu beschreiben, eine der einflussreichen Figuren der geschlechtslosen Subkultur. Männer, die dieser Subkultur angehören, werden als „schlank“ und „niedlich“ idealisiert und verwenden Haarfärbemittel und Make-up, um ihr Aussehen zu betonen, sowie auffällige Kleidung und „niedliche“ Accessoires.

## Geschichte

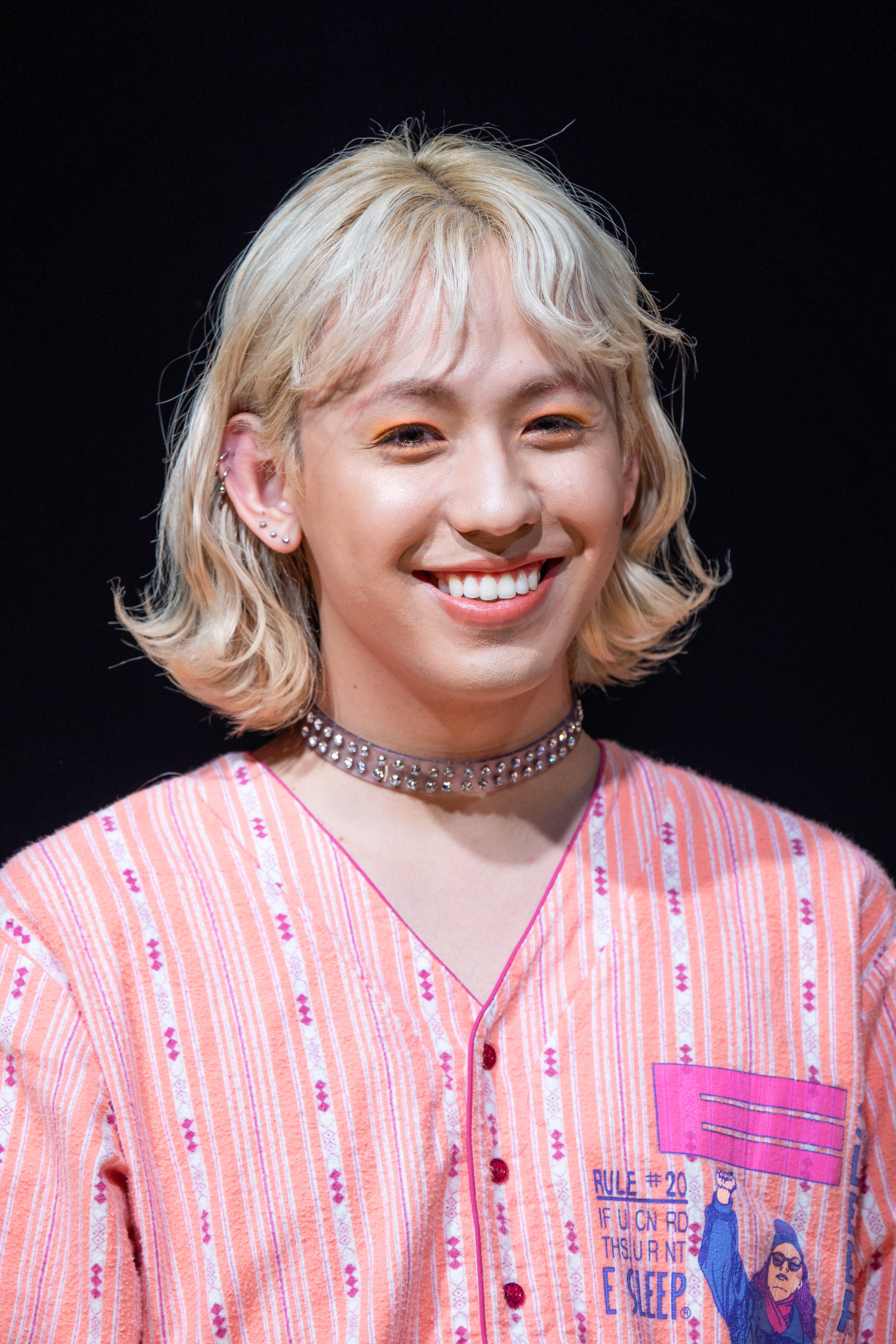
Ryuchell (2019) ist eine der drei Personen, denen die Popularisierung der geschlechtslosen Subkultur zugeschrieben wird.

Bereits vor der Genderless-Mode kannte die japanische Kultur feminine Männer und maskuline Frauen im Kontext von Theater und Performance. Dazu gehören Cross-Dressing, Männer, die Frauenrollen im Kabuki (bekannt als Onnagata) spielen, und rein weibliche Theatergruppen wie die Takarazuka Revue. Die Unisex-Mode für Männer wurde auch durch Anime zum Ausdruck gebracht. Es wurde stark vom androgynen Stil der südkoreanischen K-Pop-Boybands beeinflusst, von Visual Kei und der Mode der 1980er und 1990er Jahre in den USA. Junko Mitsuhashi, Professorin für Gender Studies an der Meiji-Universität, vermutet, dass die geschlechtslose Mode von jungen Männern entwickelt wurde, die „eifersüchtig auf Frauen waren, weil sie sich durch Mode ausdrücken können“. 2016 wurde die geschlechtsneutrale Mode durch Social-Media-Websites wie Instagram und Tumblr populär.

## In den Medien
Neben Menschen in der Unterhaltungsbranche, die diese Subkultur für sich entdeckt haben, sind geschlechtslose Männer als Figuren in den Medien aufgetaucht, wie z. B. in Cecile no Mokuromi (2017), und My Genderless Boyfriend. Hugtto! PreCure (2018) erlangte mediale Aufmerksamkeit durch eine Episode, die sich auf Henri Wakamiya konzentrierte, einen Charakter mit geschlechtslosem Aussehen. Seine Geschichte enthielt auch die Aussage „sogar Jungen können Prinzessinnen werden!“ vom Protagonisten Cure Yell, was die Medien zu Spekulationen veranlasste, dass er der erste männliche Pretty Cure (Held beziehungsweise Magical Girl) in der Geschichte der Franchise werden könnte.